# Lâu đài Leeds

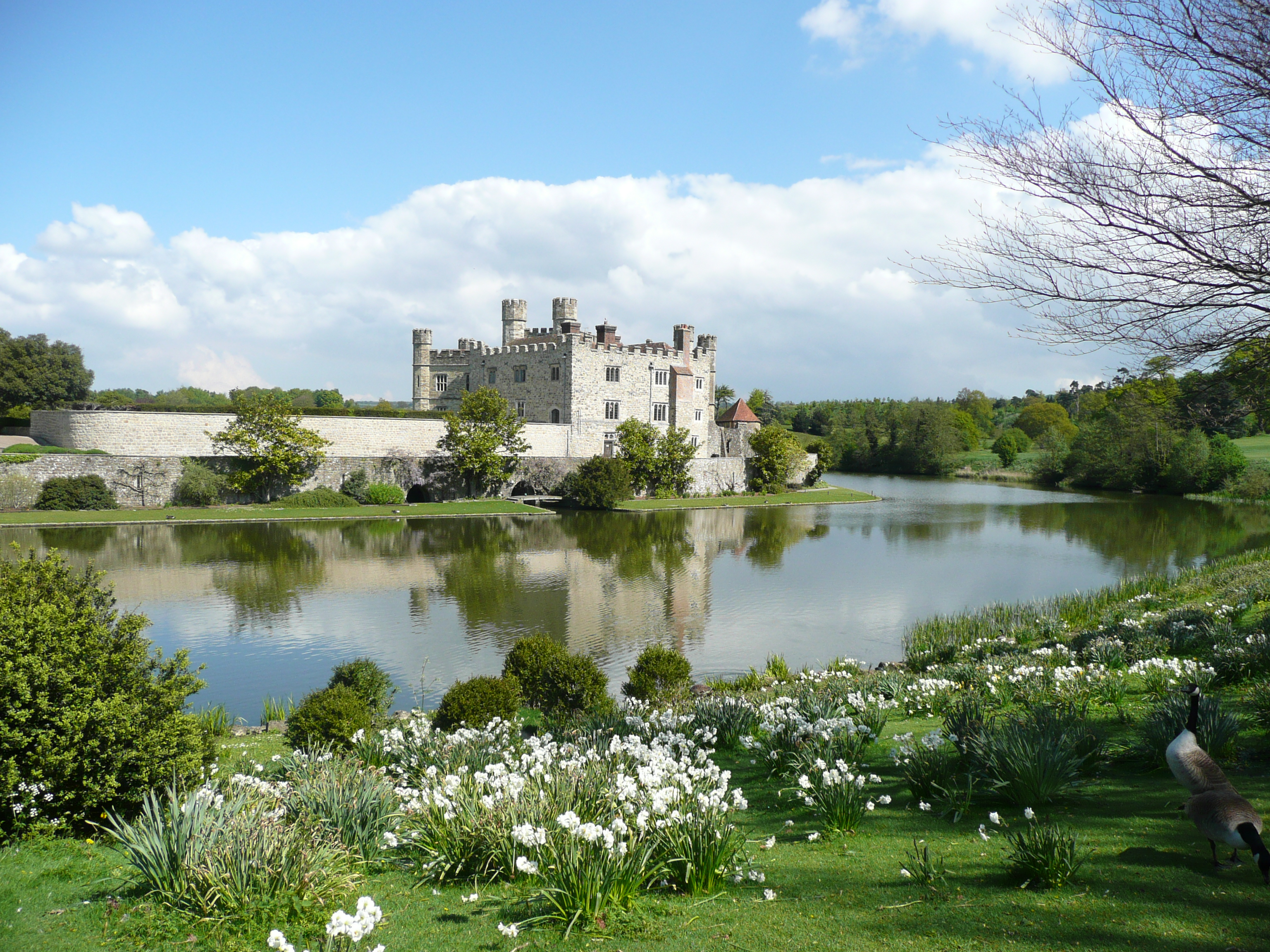
Lâu đài Leeds, Kent

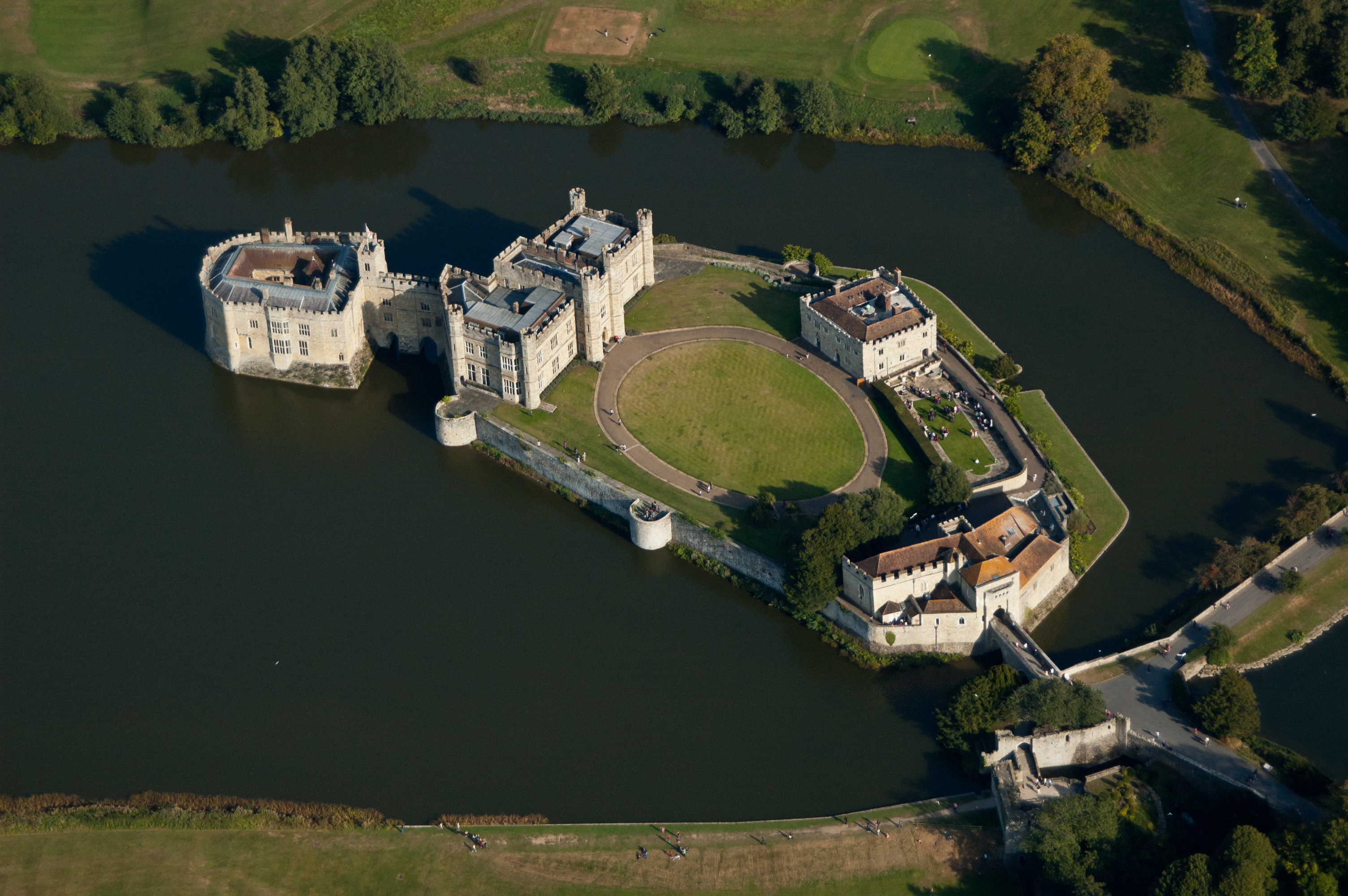
Ảnh chụp từ trên không của Lâu đài Leeds

Lâu đài Leeds tọa lạc tại hạt Kent, Anh, cách thành phố lịch sử Maidstone 5 dặm (8 km) về phía đông nam. Năm 1086, một lâu đài được xây dựng tại nơi hiện giờ là Lâu đài Leeds. Vào thế kỷ thứ XIII, lâu đài thuộc quyền sở hữu của Vua Edward I và trở thành nơi lui tới yêu thích của ông. Đến thế kỷ XVI, Henry VIII dành tặng lâu đài cho người vợ đầu của mình, Catalina của Aragón.
Lâu đài Leeds ngày nay có niên đại từ thế kỷ XIX, được xây dựng trên các cồn, được hình thành bởi dòng sông Len ở phía đông làng Leeds. Tòa lâu đài được mở cửa đón công chúng từ năm 1976.